# 32089 Wojtania
32089 Wojtania este un asteroid din centura principală de asteroizi.

## Descriere
32089 Wojtania este un asteroid din centura principală de asteroizi. A fost descoperit pe 28 mai 2000 la Socorro, New Mexico, în cadrul proiectului LINEAR. Asteroidul prezintă o orbită caracterizată de o semiaxă mare de 2,39 ua, o excentricitate de 0,15 și o înclinație de 1,3° în raport cu ecliptica.